# Andreas Schwarzenberger
Andreas Schwarzenberger (* 1816; † 1877) war Baumeister in Passau. 
Sein Bauunternehmen betrieb Andreas Schwarzenberger am Domplatz 10 (Technisches Büro) und in der Hennengasse 4 (Baumagazin) in Passau. Er war Baumeister zahlreicher Bauwerke in Passau und auch im Kirchenbau sehr gefragt (u. a. Baumeister des „Doms des Bayerischen Waldes“, St. Peter und Paul, in Waldkirchen.) Die Ära der Baumeisterfamilie Schwarzenberger endete mit dem Enkel von Andreas Schwarzenberger, Otto Schwarzenberger (1877–1945), dem Sohn von Kommerzienrat Joseph Schwarzenberger (1844–1921). Mit dem Tod von Otto Schwarzenberger starb das größte und führende Bauunternehmen Passaus aus. Die einzigen Nachkommen nach Andreas Schwarzenberger sind die heutigen Eigentümer des Hauses Kantner in Passau und deren Nachkommen, das ebenfalls vom Baumeister Andreas Schwarzenberger, dem Schwiegervater des Bauherrn, dem Kaufmann Leopold Kantner (1839–1885), errichtet worden ist.
| Personendaten    | Personendaten            |
| ---------------- | ------------------------ |
| NAME             | Schwarzenberger, Andreas |
| KURZBESCHREIBUNG | Baumeister in Passau     |
| GEBURTSDATUM     | 1816                     |
| STERBEDATUM      | 1877                     |